# 스위밍 풀
스위밍 풀(Swimming Pool)은 2003년 개봉한 스릴러 영화이다.

## 줄거리
영국 범죄 소설 작가인 사라 모튼은 슬럼프를 겪으며 다음 작품을 쓰는데 어려움을 느낀다. 그녀의 출판업자 존 보슬로드는 프랑스 락코스트 근처에 있는 자신의 별장을 제안하고, 사라는 그곳에서 휴식을 취하며 글을 쓰기로 한다. 별장에 도착한 사라는 존이 방문하길 기대하지만, 얼마 지나지 않아 존의 딸이라고 주장하는 젊은 여성 줄리가 나타나면서 상황은 복잡해진다. 줄리는 존이 과거 자신의 어머니와 불륜 관계였지만 가족을 떠나지 않았다고 사라에게 털어놓는다.
줄리는 여러 남자들과 하룻밤을 보내는 등 자유분방한 성생활을 즐기고, 사라와 줄리 사이에는 묘한 경쟁심이 생긴다. 처음에는 줄리를 방해물로 여겼던 사라는 점차 줄리의 행동에 호기심을 느끼고 엿보기 시작한다. 심지어 줄리의 일기장을 훔쳐 자신의 소설에 활용하기도 한다. 이러한 경쟁은 지역 웨이터 프랑크가 등장하며 더욱 심화된다. 줄리는 프랑크에게 끌리지만, 프랑크는 식당에서 자주 마주치던 사라에게 더 호감을 보인다.
세 사람이 함께 수영을 즐긴 밤 이후, 예기치 못한 비극이 발생한다. 프랑크는 줄리의 구강 성교를 거부하고 떠나려 하고, 이를 발코니에서 지켜보던 사라는 돌을 던져 그들을 방해한다. 다음 날 프랑크는 실종되고, 수사 과정에서 줄리의 어머니가 이미 오래전에 사망했다는 사실이 밝혀진다. 혼란에 빠진 줄리는 사라를 자신의 어머니로 착각하고, 이후 프랑크를 돌로 때려 살해했다고 고백한다. 그들은 프랑크의 시신을 정원 한 곳에 묻는다.
정원사 마르셀이 수상한 흙무더기를 발견하고 의심하자, 사라는 그를 유혹하여 주의를 돌린다. 줄리는 사라에게 감사 인사를 전하며 떠나고, 자신의 어머니가 썼다는 미출간 소설 원고를 사라에게 남긴다. 사라는 이 원고를 자신의 소설에 활용한다.
런던으로 돌아온 사라는 새 소설 '수영장'을 들고 존을 찾아가지만, 존은 소설을 거절할 것이라 예상하고 다른 출판사를 통해 이미 책을 인쇄해 둔 상태였다. 존의 사무실에서 나가려는 사라 앞에 존의 딸 줄리아가 나타나는데, 그녀는 프랑스 별장에서 만났던 줄리와는 다른 사람이었다. 영화의 결말은 모호하게 마무리되어, 줄리가 사라가 소설을 위해 만들어낸 허구의 인물일 수도 있다는 해석이 제시된다.

## 출연

### 주연
- 샬롯 램플링
- 루디빈 사니에
- 찰스 댄스
- 마크 페욜르

### 조연
- 장 마리 라모르
- 미레이유 모세
- 미켈 파우
- 장 클로드 레카스
- 에밀리 가보이 칸
- 에라르드 포레스탈리

## 기타
- 공동제작: 티모시 버릴
- 라인프로듀서: 크리스틴 드 제켈
- 미술: 우터 준
- 의상: 파스칼린 샤반느
- 배역: 사라 버드
- 배역: 안토니에트 불라